# Luna di miele con mamma
Luna di miele con mamma (Lune de miel avec ma mère) è un film del 2025 diretto da Nicolas Cuche, remake del film spagnolo Un amore di mamma del 2022 disponibile sempre su Netflix di Paco Caballero.

## Trama
Dopo essere stato abbandonato all'altare dalla sua fidanzata, che è tornata con il suo ex fidanzato, Lucas si ritroverà a partire per la sua luna di miele con sua madre Lily.

## Distribuzione
Il film è stato distribuito sulla piattaforma Netflix il 12 febbraio 2025.